# Анна Паквін
Анна Гелен Паквін (англ. Anna Helene Paquin, [pækwɪn]) — новозеландська кіно- і театральна акторка родом з Канади. Лауреатка премії «Золотий глобус» за головну роль у драматичному телесеріалі «Справжня кров».

## Біографія
Народилася 24 липня 1982 в місті Вінніпег (Канада) в родині шкільних вчителів. Батько Браян Паквін (нар. 1952) — вчитель фізичного виховання, канадець за походженням, мати Мері Паквін — вчителька англійської мови. Анна має старших брата Ендрю (нар. 1977) і сестру Катю (нар. 1980).
З 4 до 9 років жила в Новій Зеландії. Школу закінчила в 1996 році в Лос-Анджелесі, куди переїхала з матір'ю після її розлучення.
У серпні 2000 року вступила у Колумбійський університет, у якому провчилася рік і відклала навчання на час зйомок у кіно.
У 2010 році зробила камінг-аут як бісексуалка. 
21 серпня 2010 року одружилася з колегою по серіалу «Справжня кров» Стівеном Моєром в Малібу. На урочистості були присутні тільки родичі та близькі друзі, зокрема, Елайджа Вуд і Керрі Престон з Майклом Емерсоном.

## Фільмографія
| Рік         | Фільм                              | Оригінальна назва фільму              | Персонаж                                    |
| ----------- | ---------------------------------- | ------------------------------------- | ------------------------------------------- |
| 1993        | Фортепіано                         | The Piano                             | Флора МакГрат                               |
| 1996        | Джейн Ейр                          | Jane Eyre                             | Джейн Ейр в дитинстві                       |
|             | Летіть додому                      | Fly Away Home                         | Емі Елден                                   |
| 1997        | «На весіллі»                       | Member of the Wedding                 | Френкі Аддамс                               |
|             | Амістад                            | Amistad                               | королева Ізабелла II                        |
| 1998        | «Переполох»                        | Hurlyburly                            | Донна                                       |
|             | Небесний замок Лапута              | 天空 の 城 ラピュタ/Castle in the Sky | Сіта, озвучка, англійська версія            |
| 1999        | Прогулянка по Місяці               | A Walk On The Moon                    | Елісон                                      |
|             | Це все вона                        | She's All That                        | Маккензі Сайлера                            |
|             | Лють                               | It's the Rage                         | Аннабель Лі                                 |
| 2000        | Люди Ікс                           | X-Men                                 | Марі / Роуг                                 |
|             | Знайти Форрестера                  | Finding Forrester                     | Клер Спенс                                  |
|             | Майже знамениті                    | Almost Famous                         | ПОЛЕКС Афродізія                            |
| 2001        | Солдати Буффало                    | Buffalo Soldiers                      | Робін Лі                                    |
| 2002        | Темрява                            | Darkness                              | Регіна                                      |
|             | «25-та година»                     | 25th Hour                             | Мері Д'Аннанціо                             |
| 2003        | Люди Ікс 2                         | X2                                    | Марі / Роуг                                 |
| 2004        | Стімбой                            | スチーム ボーイ/Steamboy              | Джеймс Рей Стім, озвучка, англійська версія |
| 2005        | Кальмар і кит                      | The Squid and the Whale               | Лілі Торн                                   |
|             | Жанна д'Арк                        | Joan of Arc                           | Жанна, озвучка                              |
| 2006        | «Люди Ікс: Остання битва»          | X-Men: The Last Stand                 | Марі / Роуг                                 |
| 2007        | Мозаїка                            | Mosaic                                | Меггі Нельсон, озвучка                      |
|             | Синій штат                         | Blue State                            | Хлоя Хемон                                  |
|             | Поховайте моє серце в Вундед Ні    | Bury My Heart at Wounded Knee         | Елейн Гудейл                                |
| 2008 — 2014 | «Справжня кров»                    | True blood                            | Сокі Стакхаус                               |
| 2009        | «Гаманець або життя»               | Trick 'r Treat                        | Лорі                                        |
|             | Хоробре серце Ірени Сендлер        | The Courageous Heart of Irena Sendler | Ірена Сендлер                               |
| 2010        | День відкритих дверей              | Open House                            | Jennie                                      |
|             | Романтики                          | The Romantics                         | Ліла                                        |
|             | Капля справжньої крові             | A Drop of True Blood                  | Сокі Стакхаус                               |
| 2011        | Крик 4                             | Scream 4                              | Рейчел                                      |
|             | Flying Into Love                   | Flying Into Love                      | Сестра Агнес                                |
|             | Маргарет                           | Margaret                              | Ліза Коен                                   |
| 2014        | Люди Ікс: Дні минулого майбутнього | X-Men: Days of Future Past            | Марі / Роуг                                 |
| 2019        | Ірландець                          | The Irishman                          | Пеггі Ширан                                 |
| 2019-2020   | Піарниця                           | Flack                                 | Робін                                       |
| 2023        | Незламний дух                      | True Spirit                           | Джулі Вотсон                                |